# Lasioglossum circinatum
Lasioglossum circinatum là một loài Hymenoptera trong họ Halictidae. Loài này được Vachal mô tả khoa học năm 1904.